# Benedetto Brin (cuirassé)
Pour les articles homonymes, voir Benedetto Brin.
Le Benedetto Brin était un navire de la classe Regina Margherita de cuirassés pré-dreadnought construits pour la Regia Marina italienne entre 1899 et 1905. Il avait un navire-jumeau (sister-ship), le Regina Margherita entre 1899 et 1905. Le navire était armé d'une batterie principale de quatre canons de 12 pouces (305 mm) et pouvait atteindre une vitesse maximale de 20 nœuds (37 km/h). Le Benedetto Brin a combattu pendant la guerre italo-turque de 1911-1912, notamment lors du bombardement de Tripoli en octobre 1911. Il a été détruit par une explosion interne pendant la Première Guerre mondiale en septembre 1915, qui a tué plus de 450 membres de l'équipage du navire.

## Conception
Le Benedetto Brin mesurait 130 mètres (450 pieds) de long à la ligne de flottaison et 138,65 m de long hors tout. Il avait une largeur de 23,84 m et un tirant d'eau de 9 m. Il déplaçait 13 215 tonnes longues (13 427 t) à charge normale et à pleine charge de combat, le Regina Margherita déplaçait 14 737 tonnes longues (14 973 t). Sa coque était équipée d'un double fond. Le navire avait un pont affleurant et une proue inversée avec un éperon sous la ligne de flottaison. Le Benedetto Brin avait un équipage de 812 officiers et hommes de troupe.
Le système de propulsion du navire était constitué de deux moteurs à vapeur à triple expansion, qui entraînaient une paire d'hélices. La vapeur pour les moteurs était fournie par 28 chaudières Belleville à tubes d'eau alimentées au charbon. Les chaudières étaient ventilées dans trois cheminées, dont deux étaient placées côte à côte. Les moteurs du navire avaient une puissance nominale de 20 475 chevaux-vapeur (15 268 kW). Il avait une vitesse maximale de 20 nœuds (37 km/h) et une autonomie d'environ 10 000 milles marins (18 520 km) à 10 nœuds (18,5 km/h).
À sa construction, il était armé d'une batterie principale de quatre canons de 12 pouces (305 mm) de calibre 40 placés dans deux tourelles jumelées, une à l'avant et une à l'arrière. Il était également équipé d'une batterie secondaire de quatre canons de 8 pouces (203 mm) de calibre 40 placés dans des casemates dans la superstructure aux angles, deux à l'avant et deux à l'arrière. Le navire portait une batterie tertiaire de douze canons de 6 pouces (152 mm) de calibre 40, également placés dans des casemates sur le côté de la coque. La défense à courte portée contre les torpilleurs était assurée par une batterie de vingt canons de 3 pouces (76 mm) de calibre 40. Le navire portait également une paire de canons de 47 mm, deux canons de 37 mm et deux mitrailleuses Maxim de 10 mm. Il était également équipé de quatre tubes lance-torpilles de 17,7 pouces (450 mm) placés dans la coque sous la ligne de flottaison.
Il était protégé par de l'acier Harvey fabriqué à Terni. La ceinture principale avait une épaisseur de 6 pouces (152 mm) et le pont une épaisseur de 3,1 pouces (79 mm). La tour de commandement et les canons de la casemate étaient également protégés par un blindage de 6 pouces. Les canons de la batterie principale avaient une protection blindée plus forte, de 8 pouces (203 mm) d'épaisseur. Le charbon était largement utilisé dans le schéma de protection, y compris une couche destinée à protéger les parties basses du navire des dommages sous-marins.

## Service
Le Benedetto Brin a été construit par le chantier naval de Castellammare di Stabia. Sa quille a été posée le 30 janvier 1899, et la coque achevée a été lancée le 7 novembre 1901 en présence du roi et de la reine d'Italie, de représentants du gouvernement et de l'ensemble de l'escadre italienne de la Méditerranée. Les travaux d'aménagement ont duré quatre ans, et le navire a été achevé le 1er septembre 1905. Si les travaux ont duré aussi longtemps, c'est principalement en raison de la non-livraison de matériel, en particulier le blindage lourd. Après son entrée en service actif, le navire a été affecté à l'escadron de la Méditerranée. En temps de paix, l'escadron n'était généralement activé que pendant sept mois de l'année, qui étaient consacrés aux manœuvres d'entraînement, et le reste de l'année, les navires étaient placés en réserve. En 1907, l'escadron de la Méditerranée était composé du Benedetto Brin, de son navire-jumeau (sister-ship) Regina Margherita et de trois des cuirassés de la classe Regina Elena. Les navires participaient aux manœuvres annuelles de fin septembre et de début octobre, sous le commandement du vice-amiral Alfonso di Brocchetti. Le Benedetto Brin reste dans l'escadron de service actif jusqu'en 1910, date à laquelle le quatrième navire de la classe Regina Elena est achevé, portant à six le nombre total de cuirassés de première ligne.

### Guerre italo-turque

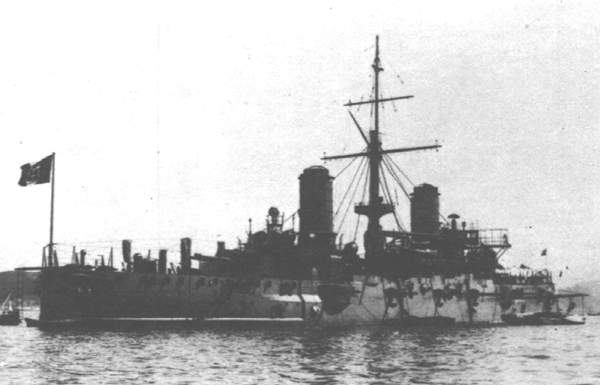
Le Benedetto Brin

Le 29 septembre 1911, le royaume d'Italie déclare la guerre à l'Empire ottoman afin de s'emparer de la Libye. Pendant la guerre italo-turque, le Benedetto Brin est affecté à la 1re division de la 2e escadre, avec son navire-jumeau et les deux cuirassés de la classe Ammiraglio di Saint Bon. Le Benedetto Brin est le navire amiral de l'escadre du vice-amiral Luigi Faravelli. Au début d'octobre, il arrive au large de Tripoli pour relever le Roma en mission de blocus à l'extérieur du port. Les 3 et 4 octobre, il participe au bombardement des fortifications protégeant Tripoli. La flotte italienne a utilisé ses canons de moyen calibre pour préserver ses munitions pour les canons lourds. Les tirs de contre-batterie turcs sont totalement inefficaces.
Le 13 avril 1912, le Benedetto Brin et le reste de l'escadron naviguent de Tobrouk vers la mer Égée pour rejoindre le 1er escadron. Les deux escadrons se rencontrent au large de l'île de Astypalée le 17 avril. Le lendemain, la flotte se dirige vers le nord de la mer Égée et coupe plusieurs câbles télégraphiques sous-marins turcs. La plupart des navires de la flotte italienne ont ensuite bombardé les forteresses protégeant les Dardanelles dans une tentative infructueuse d'attirer la flotte turque. Pendant ce temps, le Regina Margherita, le Benedetto Brin et deux torpilleurs sont détachés pour couper des câbles supplémentaires entre Rhodes et Marmaris. En juillet, le Benedetto Brin et le reste de la division se sont retirés en Italie pour remplacer les canons usés et effectuer d'autres réparations. Toujours en 1912, quatre canons de 3 pouces ont été ajoutés au navire, faisant passer sa batterie de 20 à 24 pièces.

### Première Guerre mondiale
Le royaume d'Italie a déclaré sa neutralité après le début de la Première Guerre mondiale en août 1914, mais en avril 1915, la Triple-Entente a convaincu les Italiens d'entrer en guerre contre les puissances centrales, ce qu'elle a fait en mai. Le principal adversaire naval pendant toute la durée de la guerre est la marine austro-hongroise; le chef d'état-major de la marine, l'amiral Paolo Thaon di Revel, planifie un blocus distant avec la flotte de combat, tandis que des navires plus petits, comme les bateaux MAS, effectuent des raids. Les navires lourds de la flotte italienne seraient préservés en vue d'une éventuelle bataille majeure si la flotte austro-hongroise sortait de ses bases. Par conséquent, la carrière du navire pendant la guerre a été limitée. En plus de la stratégie italienne prudente, le Benedetto Brin - depuis longtemps obsolète - a été réduit à un navire-école (navire d'entraînement) dans la 3e division, tout comme son navire jumeau.

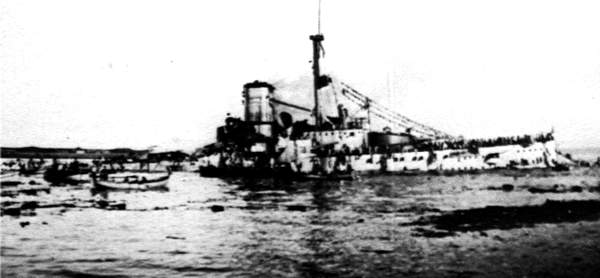
Le naufrage du navire.

Le 27 septembre 1915, le Benedetto Brin a été détruit dans une énorme explosion dans le port de Brindisi. À l'époque, on croyait que l'explosion était le résultat d'un sabotage austro-hongrois. La marine italienne croit maintenant que l'explosion était accidentelle. Un total de 8 officiers et 379 hommes de troupe ont survécu mais 454 membres de l'équipage, dont le contre-amiral Ernesto Rubin de Cervin, sont morts. Deux des canons de 12 pouces du navire (ceux de la tourelle frontale) ont été récupérés de l'épave et ont été réutilisés comme canons côtiers pour protéger Venise.